# Давыдов, Никанор Карпович
Никанор Карпович Давыдов (3 августа 1897 — ноябрь 1981) — сотрудник советских органов государственной безопасности, начальник сектора (управления) кадров НКВД СССР, участник Гражданской войны в России и Великой Отечественной войны, комбриг (1940).

## Биография
Родился в 1897 году д. Любково Смоленского уезда Смоленской губернии Российской империи в русской семье крестьянина. С апреля по октябрь 1914 г. плотник военного ведомства в Витебске. Работал в хозяйстве отца в родной деревне до марта 1915 г. Затем снова плотник военного ведомства в Орше, после чего в октябре 1915 г. вернулся работать в хозяйстве отца. 
В июне 1916 г. мобилизован в царскую армию, где служил старшим унтер-офицером 186-го запасного пехотного полка в г. Бобров. Демобилизован в декабре 1917 г. 
С декабря 1917 г. инструктор продовольственного отдела Цуриковского волостного революционного комитета. С октября 1918 г. в Рабоче-крестьянской Красной армии инструктор Всеобуча Цуриковского волостного военкомата на станции Пересветово Московско-Брестской (Александровской) железной дороги в Смоленском уезде. С сентября 1919 г. командир взвода, затем командир роты отряда ЧОН 16-й армии Западного фронта. В октябре 1919 г. вступил в РКП(б). 
С декабря 1921 г. в органах ВЧК—ОГПУ—НКВД командир роты 3-го пограничного отделения в Минске. С декабря 1922 г. командир роты 15-го отдельного пограничного батальона ОГПУ в м. Старобин Слуцкого уезда, с августа 1923 г. в м. Житковичи Мозырского уезда Белорусской ССР.
В декабре 1923 г. направлен слушателем в только что учреждённую Высшую пограничную школу ОГПУ СССР. После окончания обучения остался в школе, где служил командиром роты. С сентября 1926 г. слушатель Высшей военно-педагогической школы РККА. С 1 октября 1928 г. вернулся в Высшую пограничную школу ОГПУ СССР помощник начальника курса, затем начальник командно-строевого курса, с 16 июня 1935 г. преподаватель военных дисциплин и помощник начальника учебного отдела Высшей пограничной школы НКВД СССР. В связи с введением в НКВД персональных воинских званий Давыдову было присвоение звание майор государственной безопасности. С октября 1937 г. направлен на командный факультет Военной академии механизации и моторизации РККА в Москве, окончив которую в январе 1938 г. направлен в счёт «1000»: в распоряжение ЦК ВКП(б) инструктор, с 26 марта 1938 г. заведующий сектором военных кадров отдела руководящих партийных органов ЦК ВКП(б). В связи с переводом Давыдова из органов государственной безопасности в Красную армию ему было присвоено общевойсковое звание полковник. С 14 августа 1938 г. начальник отдела кадров НКВД СССР. С 28 февраля 1939 г. по 10 января 1942 г. начальник Центральной школы НКВД СССР. В мае 1940 г. Давыдову было присвоено звание комбриг.
С марта 1942 г. направлен на учёбу вновь на командный факультет Военной академии механизации и моторизации РККА им. И. В. Сталина, которая находилась в эвакуации в Ташкенте, после окончания которой в августе 1942 г. в действующей Красной армии командир 219-й танковой бригады на Калининском фронте. В связи с введением погон в Красной армии Давыдов был переаттестован в полковника. С января 1943 г. начальник штаба Тамбовского военного лагеря Приволжского военного округа. С января 1944 г. начальник штаба Павлодарского танкового военного лагеря. С августа 1944 г. начальник штаба Украинского танкового военного лагеря Львовского военного округа. С февраля 1945 г. начальник штаба 10-го гвардейского танкового корпуса 1-го Украинского фронта. С апреля 1945 г. начальник штаба Украинского танкового военного лагеря Львовского военного округа. 
С январь 1946 г. заместитель командира 32-й Гвардейской механизированной Бердичевской дивизии. С апреля 1948 г. заместитель командира и начальник штаба 28-й механизированной дивизии Таврического военного округа. С сентября 1950 г. начальник штаба бронетанковых и механизированных войск Таврического военного округа. В отставке с 4 мая 1953 г. Пенсионер с августа 1953 года, проживал Симферополе, а с февраля 1961 г. в Феодосии. С марат 1978 г. персональный пенсионер союзного значения. Умер 1 ноября 1981 года.

## Звания
- Майор государственной безопасности — 31.05.1936[3];
- Полковник — 1938[5];
- Комбриг — 10.05.1940[3];
- Полковник — 1943[3].

## Награды
- Орден Ленина (21.02.1945)[2];
- Орден Красного Знамени (1926 № 357, 03.11.1944, 24.06.1948)[2];
- Орден Отечественной войны II степени (27.09.1944)[2];
- Орден Красной звезды[5];
- Юбилейная медаль «ХХ лет РККА» (22.02.1938)[3], медаль «За трудовую доблесть» (26.04.1940)[3], медаль «За победу над Германией в Великой Отечественной войне 1941–1945 гг.» (09.05.1945)[2] и другие;
- Знак «Почетный работник ВЧК-ОГПУ (XV)» (25.12.1933).